# Endromis achrocerides
Endromis achrocerides är en fjärilsart som beskrevs av Erich Martin Hering 1937. Endromis achrocerides ingår i släktet Endromis och familjen skäckspinnare. Inga underarter finns listade i Catalogue of Life.